# William Curtis
William Curtis (n. 11 ianuarie 1746, Alton, Hampshire – d. 7 iulie 1799, Brompton) a fost un botanist, entomolog, fitolog, micolog, dar de asemenea un traducător și farmacist englez. Abrevierea numelui său în cărți științifice este Curtis.

## Biografie

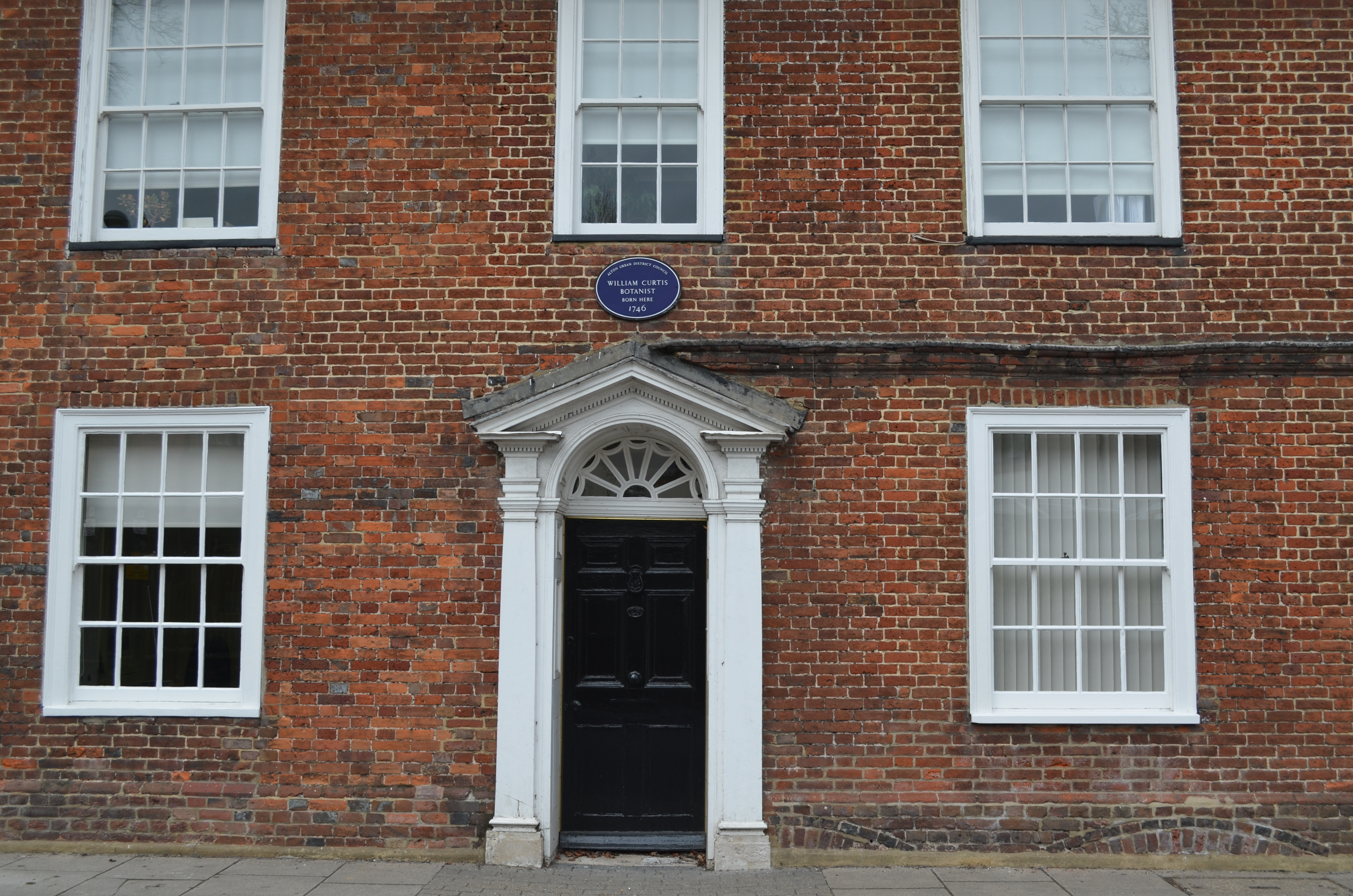
Casa de naștere a lui William Curtis

William s-a născut în Alton într-o familie de quakeri ca primul fiu al tăbăcarului John Curtis. După absolvirea școlii locale a început o ucenicie la un farmacist în oraș. Deja la această vârstă fragedă, a dezvoltat o pasiune pentru studiul istoriei naturale. În 1766, după terminarea instruirii ca farmacist, s-a mutat la Londra, unde a lucrat în această meserie, dar numai scurt timp, pentru că interesul său în științele naturale devenise astfel de dominant, că a reziliat contractul de muncă la farmacistul Talwin.
Prima lui publicare a fost Instructions for Collecting and Preserving Insects (Instrucțiuni pentru colectarea și conservarea insectelor), din anul 1771, urmată de traducerea faimoasei opere a lui Carl Linné Fundamenta Entomologiae un an mai târziu. Tot în 1772, Curtis a fost numit demonstrator de botanică la Societatea Apothecaries, la Chelsea Physic Garden, unde a predat lecțiuni publice în botanică. Scurt timp după acea, el a achiziționat o grădină pentru cultivarea de plante. Fiind repede prea mică, a strămutat-o (încă de două ori), în final la  Lambeth Marsh, unde a plantat și colectat cel mai mare număr de plante britanice aduse vreodată împreună.

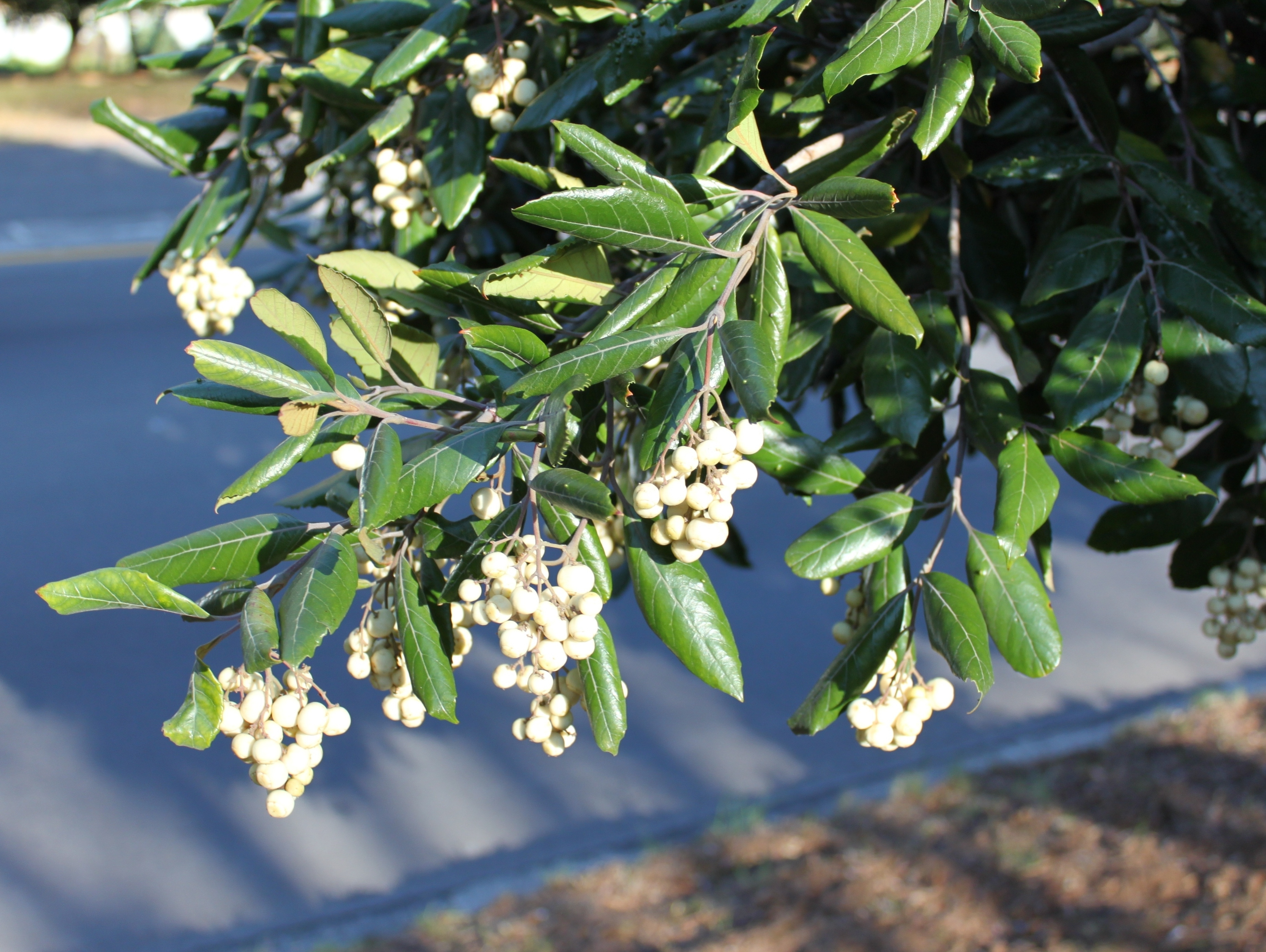
Curtisia dentata

Savantul și-a creat un nume strălucitor în domeniul botanicii prin marea sa operă în șase volume, Flora londinensis, cu care a început în anul 1775 și a terminat în 1798. Acolo a descris multe plante și ciuperci (astfel a descris în volumul 2 al lucrării sale principale între alte specia Agaricus velutipes). din domeniul Londrei. Lucrarea i-a adus multă onoare dar pentru mulți ani nici un câștig. Altfel s-au dezvoltat lucrurile cu jurnalul Botanical Magazine, publicat de el pentru prima oară pe 1 februarie 1787, unde în fiecare ediție au fost prezentate trei ilustrații de plăci colorate manual, completate de descrieri minuțioase și vândut pentru un Șiling. Jurnalul s-a dovedit foarte rentabil. Pentru crearea plăcilor Curtis a angajat diverși gravori și coloriști cu renume. Cunoștința cu el era acum curtată de fiecare naturalist eminent. În urma morții lui Curtis în 1799, fiul său Thomas Curtis a preluat revista. Cu toate acestea, a fost nepotul său, Samuel Curtis, un biograf, care a stabilit într-adevăr revista. Mai târziu, publicația a fost preluată de către John Sims, care a redenumit-o în Curtis’s Botanical Magazine (1826).
Toate ideile lui Curtis au servit beneficiului omenirii. El a fost primul botanist cu renume în această țară care a aplicat botanica pentru scopurile agriculturii. Prin neîncetata cultivare de plante, el a posedat avantaje superioare fâță oricăruia care îl precedase și a fost astfel în stare, să atragă atenția agricultorilor referitor la calitățile nocive precum cele utile ale plantelor.

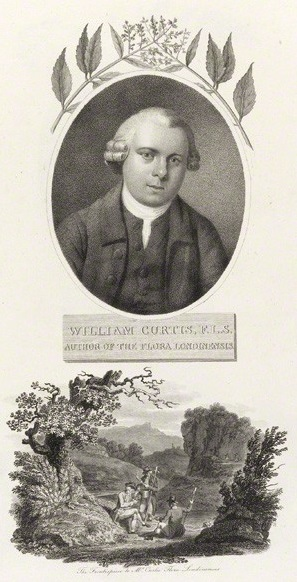
Frontiscipiul domnului Curtis

## Taxon de onoare
Genul de plante Curtisia din clasa Magnoliopsida  în ordinul Cornales a fost denumită după el (1789) prin botanistul scoțian William Aiton.

## Opere (selecție)
- Collecting and Preserving Insects, Editura George Pearch, Londra 1771
- Flora londinensis, 6 volume, Editura B.White & Son, Londra 1775-1798
- History of the Browntail Moth (1782)
- Practical observations on the British grasses (1790)
- An Abridgement of the Flora londinensis (1792)
- Lectures of Botany, vol. 1, editat post mortem de ginerele său Samuel Curtis (1803)
- Lectures of Botany, vol. 2, editat post mortem de ginerele său Samuel Curtis (1805)